# Federación de Partidos Demócratas y Liberales
La Federación de Partidos Demócratas y Liberales (FPDL) —también conocido bajo la denominación de Partido Demócrata— era un partido político español de centro liberal fundado en diciembre de 1975 y que se integró posteriormente en la Unión de Centro Democrático (UCD).

## Historia
Los antecedentes se remontan a 1974, cuando Joaquín Garrigues Walker creó la Sociedad de Estudios Libra, que sirvió de base para que el 18 de diciembre del año siguiente se constituyera el Partido Demócrata.
El 15 de junio de 1976, fecha en que fue constituida oficialmente la Federación de Partidos Demócratas y Liberales, Joaquín Garrigues Walker fue elegido presidente del partido, mientras que Joaquín Muñoz Peirat fue designado vicepresidente y Ramón Pais Ferrín como secretario general. Para el 12 de agosto de 1976 (fecha de su integración dentro de la coalición Alianza Liberal) el partido ya congregaba a 9 partidos regionales, uno de estudiantes (Partido Universitario Independiente) y otro de españoles residentes en el extranjero.
El partido realizó negociaciones en septiembre de 1977 para integrarse a la Internacional Liberal, las cuales se vieron truncadas cuando la FPDL se disolvió el 5 de enero de 1978 para fusionarse en la Unión de Centro Democrático.

## Integrantes
Los siguientes partidos eran los integrantes de la FPDL:
- Partido Demócrata Gallego.
- Partido Demócrata Andaluz, liderado por Soledad Becerril, C. Casaño Salido, José Bernal Pérez.
- Partido Demócrata de Castilla y León, liderado por Antonio Fontán y L. M. Enciso.
- Partido Demócrata de Extremadura, liderado por Vicente Sánchez Cuadrado.
- Partido Demócrata Liberal de Navarra, liderado por J. Aizpún Tuero y P. Pegenaute.
- Partido Demócrata Liberal del País Valenciano, liderado por Burguera Escrivá y Muñoz Peirats.
- Partido Demócrata Balear.
- Partido Demócrata de Murcia (Alianza Liberal), liderado por Jesús Martínez-Pujalte López.
- Partido Demócrata Canario, liderado por Diego Cambreleng Roca, Nicolás Díaz Saavedra y César Lloréns Barges.
- Partido Universitario Independiente, liderado por Vicente López Pascual.